# Sampigny-lès-Maranges
 Sampigny-lès-Maranges ist eine französische Gemeinde mit einer Fläche von 2,70 km² und 134 Einwohnern (Stand 1. Januar 2022) im Département Saône-et-Loire in der Region Bourgogne-Franche-Comté. Sie liegt im Süden der Côte de Beaune auf einer Höhe zwischen 230 m und 390 m Höhe über dem Meeresspiegel. Der Ort befindet sich im Norden des Départements an der Grenze zum benachbarten Département Côte-d’Or, ca. 20,5 Kilometer nordwestlich von Chalon-sur-Saône und ca. 19,5 Kilometer südwestlich von Beaune entfernt. Wegen seiner Weine ist Sampigny-lès-Maranges sehr bekannt.

## Weinbaugebiet Sampigny-lès-Maranges
Überwiegend wird Rotwein erzeugt. Die Gemeinde Sampigny-lès-Maranges teilt sich seit 1989 die nach ihr benannte Appellation mit den Schwestergemeinden Cheilly-lès-Maranges und Dezize-lès-Maranges. Alle drei liegen am Weinberg Les Maranges mit den Premiers Crus Fussière, Croix Moines, den Crus Clos de la Boutière, Clos de la Fussière, Clos Roussots, Clos des Loyères und Clos des Rois. Der hier kultivierte Pinot noir wird mit geringen Anteilen der Traubensorten Pinot Liébault und Pinot gris gekeltert. Während der Ort bis zum 23. Mai 1989 eine eigene Appellation besaß, werden die Weine heute unter der gemeinsamen Appellation Maranges Contrôllée geführt, sie können aber auch als Côte de Beaune oder Côte de Beaune-Villages verkauft werden.

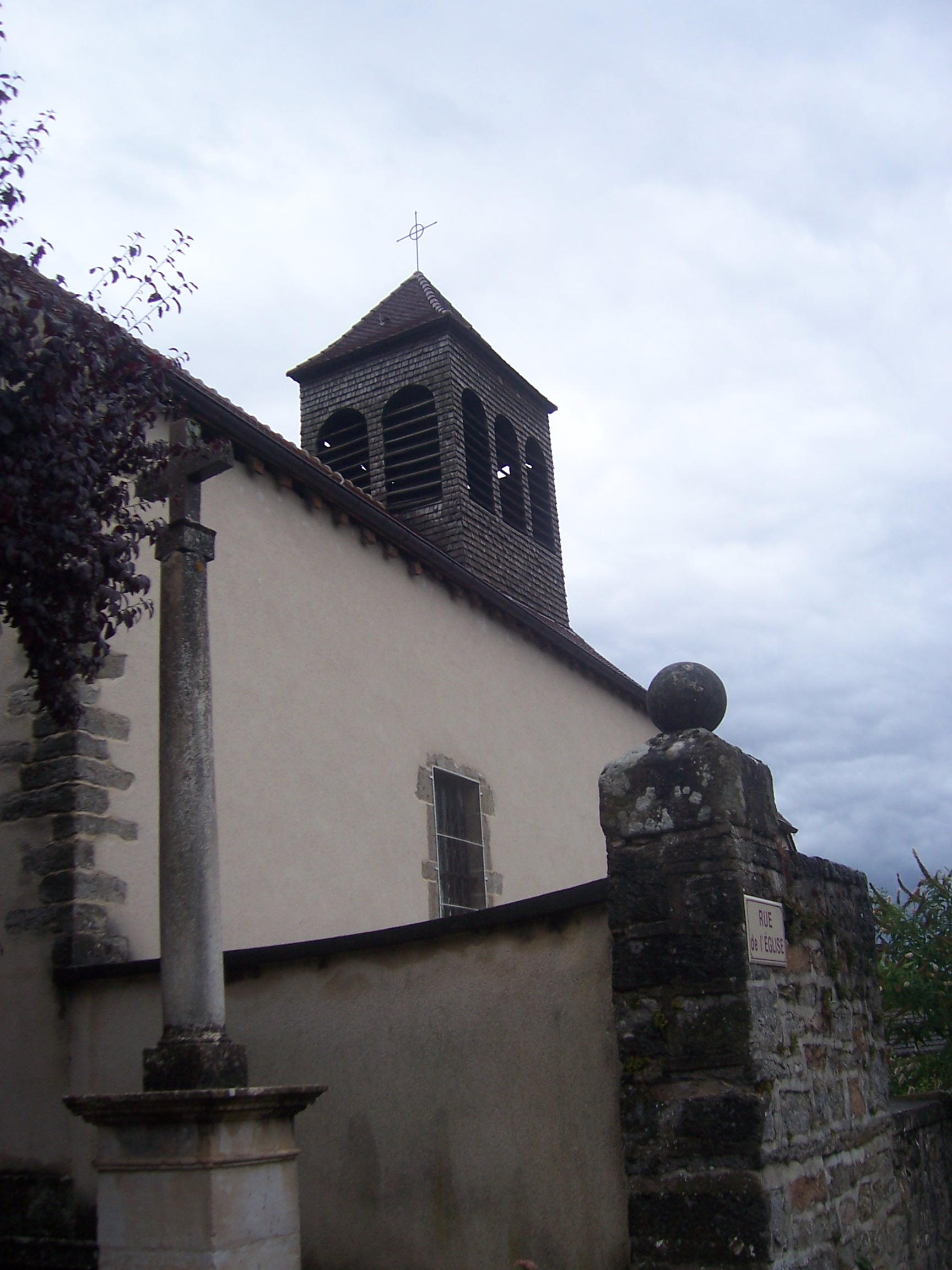
Pfarrkirche Saint-Martin

## Sehenswürdigkeiten
- Weingut René Duchemin. Hier gibt es eine der schönsten Keltern im ganzen Anbaugebiet, die aus dem 17. Jahrhundert stammt. Siehe auch Clos de Tart
- Pfarrkirche Saint-Martin mit Ursprüngen aus dem Mittelalter
- Steinkreuz, seit 1926 als Monument historique eingeschrieben